# Robinson Crusoe (film 1997)
Robinson Crusoe è un film del 1997 diretto da Rod Hardy e George Trumbull Miller, con Pierce Brosnan nel ruolo del naufrago Robinson Crusoe. Si tratta di un adattamento piuttosto libero del classico romanzo di Daniel Defoe.

## Trama
Robinson Crusoe è un gentiluomo scozzese che, dopo un sanguinoso duello per amore ed onore, è costretto a fuggire verso Edimburgo in esilio. Tuttavia durante un viaggio navale, un'enorme tempesta si abbatte sull'oceano, distruggendo la sua nave e lasciandolo bloccato su un'isola sperduta con il cane del comandante. Crusoe cerca di sopravvivere sull'isola in solitudine. In seguito incontra una tribù indigena durante un rituale di sacrifici umani. Crusoe, disgustato dal lugubre spettacolo, decide di sparare agli immolanti, mettendo in fuga la tribù terrorizzata e salvando uno degli indigeni destinati al sacrificio, a cui dà il nome di Venerdì e con il quale inizia un complicato rapporto di amicizia. Inizialmente Crusoe è entusiasta di avere finalmente qualcuno con cui parlare, ma poi scopre che la sua vita viene messa in pericolo dal ritorno nell'isola della tribù cannibale. Così Crusoe e Venerdì collaborano alla costruzione di diverse trappole per uccidere i nemici. Nonostante la loro vittoria grazie alla grande astuzia dei due, Crusoe viene ferito gravemente e Venerdì decide di portarlo alle cure della sua tribù, rischiando la propria vita. Gli indigeni curano lo straniero, ma subito dopo costringono i due ad un duello in cui uno dei due deve soccombere. Ma nessuno dei due amici sembra avere intenzione di uccidere l'altro. Al duello viene messa fine dall'arrivo improvviso dei colonizzatori, che uccidono Venerdì e schiavizzano la tribù. Sei anni dopo la partenza, Crusoe torna in Scozia per riabbracciare finalmente l'amata.